# Patrik Wålemark
Patrik Wålemark, född 14 oktober 2001, är en svensk fotbollsspelare som spelar för polska Lech Poznań.
Han är son till den tidigare fotbollsspelaren Jens Wålemark. Även farbröderna Bo Wålemark och Jörgen Wålemark samt kusinen Teodor Wålemark.

## Karriär
Wålemark gick från Qviding till BK Häcken som 18-åring och gjorde sitt första allsvenska mål den 16 juli 2020 mot Elfsborg. Debutsäsongen i Allsvenskan slutade med tre mål och fyra assist på tretton startade matcher. Han summerade Allsvenskan 2021 med nio mål och sex assist på 23 matcher från start.
Den 17 januari 2022 värvades Wålemark av nederländska Feyenoord, där han skrev på ett 4,5-årskontrakt. Wålemark blev samtidigt BK Häckens dyraste försäljning i klubbens historia.
Wålemark fick komma in som avbytare i slutminuterna i Uefa Conference League-finalen mot AS Roma den 25 maj 2022 och under hösten togs han även ut i det svenska A-landslaget i Nations League-matcherna mot Serbien och Slovenien, men utan att få speltid. Sedan åkte Wålemark på en höftskada som höll honom borta från spel. Wålemark gjorde tre mål och tre assist på totalt 36 tävlingsmatcher för Feyenoord och startade i sex av dessa.
I augusti 2023 blev han utlånad till SC Heerenveen, där det blev 16 matcher från start, tre mål och fyra assist. I augusti 2024 blev han åter utlånad, till Lech Poznań för resten av säsongen. Den 29 september 2024 stod Wålemark för ett hattrick mot Korona Kielce.
I januari 2025 köptes Wålemark loss av Lech Poznań, där han skrev på ett 4,5-årskontrakt.